# Droga wojewódzka nr 511
Droga wojewódzka nr 511 (DW511) – droga wojewódzka o długości 33 km, biegnąca od granicy państwa Polski z Rosją do Lidzbarka Warmińskiego, gdzie krzyżuje się z DW513 (umożliwiającą dojazd do drogi krajowej nr 51). 
Droga w całości biegnie na terenie powiatu bartoszyckiego i powiatu lidzbarskiego.
Przed reformą sieci drogowej w lutym 1986 roku trasa na całej długości posiadała oznaczenie drogi państwowej nr 22.

## Dopuszczalny nacisk na oś
Na całej długości drogi dopuszczalny jest ruch pojazdów o nacisku osi pojedynczej do 8 ton.

## Miejscowości leżące przy trasie DW511
- Granica państwa PL - RUS, bez możliwości przekraczania
- Toprzyny
- Górowo Iławeckie (DW512)
- Pieszkowo
- Lidzbark Warmiński (DW513)